# Alla Iwanowna Worochta

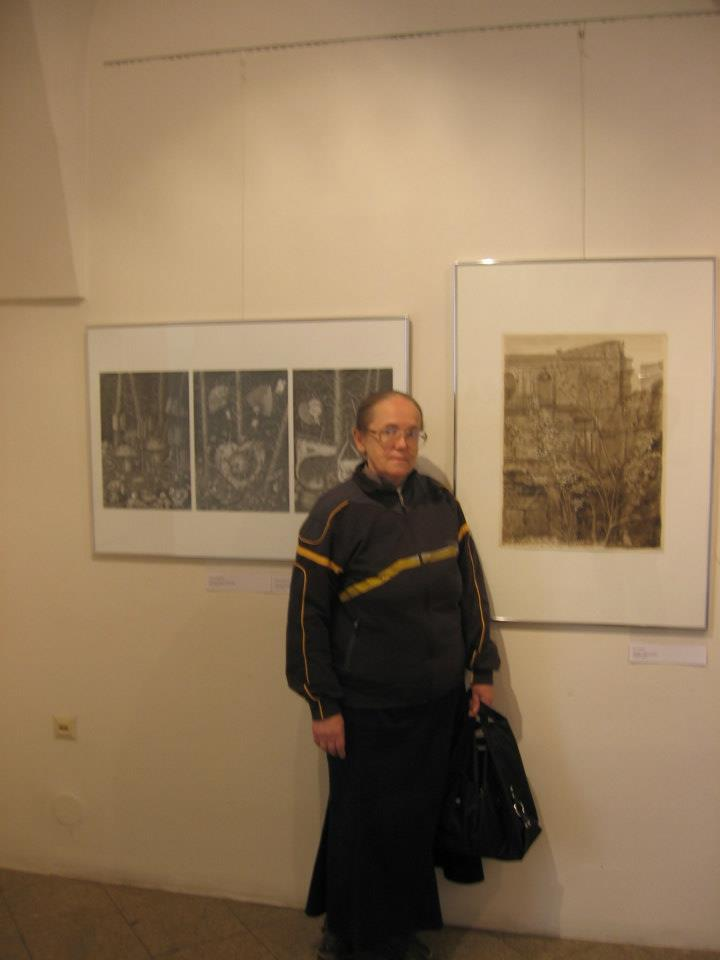
Alla Worochta neben ihren Werken auf der Pilzen Biennale (2012)

Alla  Worochta (ukrainisch Алла Іванівна Ворохта, * 13. Dezember 1946 in Odessa; † 17. Februar 2025 ebenda) war eine ukrainische Künstlerin und Pädagogin, die in den Bereichen Grafik, Buchillustration, Malerei und angewandte Kunst (Makramee, Fadengrafik, Künstlerpuppen, Batik, dekorative Malerei) tätig war.

## Biografie
Alla Worochta besuchte eine Kunstschule unter der Leitung von Mykola Zaitsev. 1971 absolvierte sie die Fakultät für Kunst und Grafik am Pädagogischen Institut Odessa (heute: Universität K. D. Ushynsky). Ihr künstlerischer Mentor war Viktor Yefymenko.
Über 50 Jahre lang lehrte sie am Pädagogischen Institut Ushynsky sowie an der Grekow-Kunstschule Odessa. Zu ihren Schülern zählen bekannte ukrainische Künstler wie Oleksandr Belozor, Ivan Schyschman, Nataliia Aksyonova, Victor Korenyok, Serhii Tkachenko, Serhii Paprotskyi, Nataliia Popova, Halyna Karaman und andere.
Seit 2008 war sie Mitglied im Nationalen Künstlerverband der Ukraine.

## Künstlerisches Werk
Worochta nahm regelmäßig an renommierten internationalen Ausstellungen teil, darunter an der Internationalen Grafik-Biennale in Plzeň (2012) und an der XII. Florenzer Biennale (2019). Ihre Werke befinden sich in nationalen Museen sowie in privaten Sammlungen in der Ukraine und in 67 weiteren Ländern.

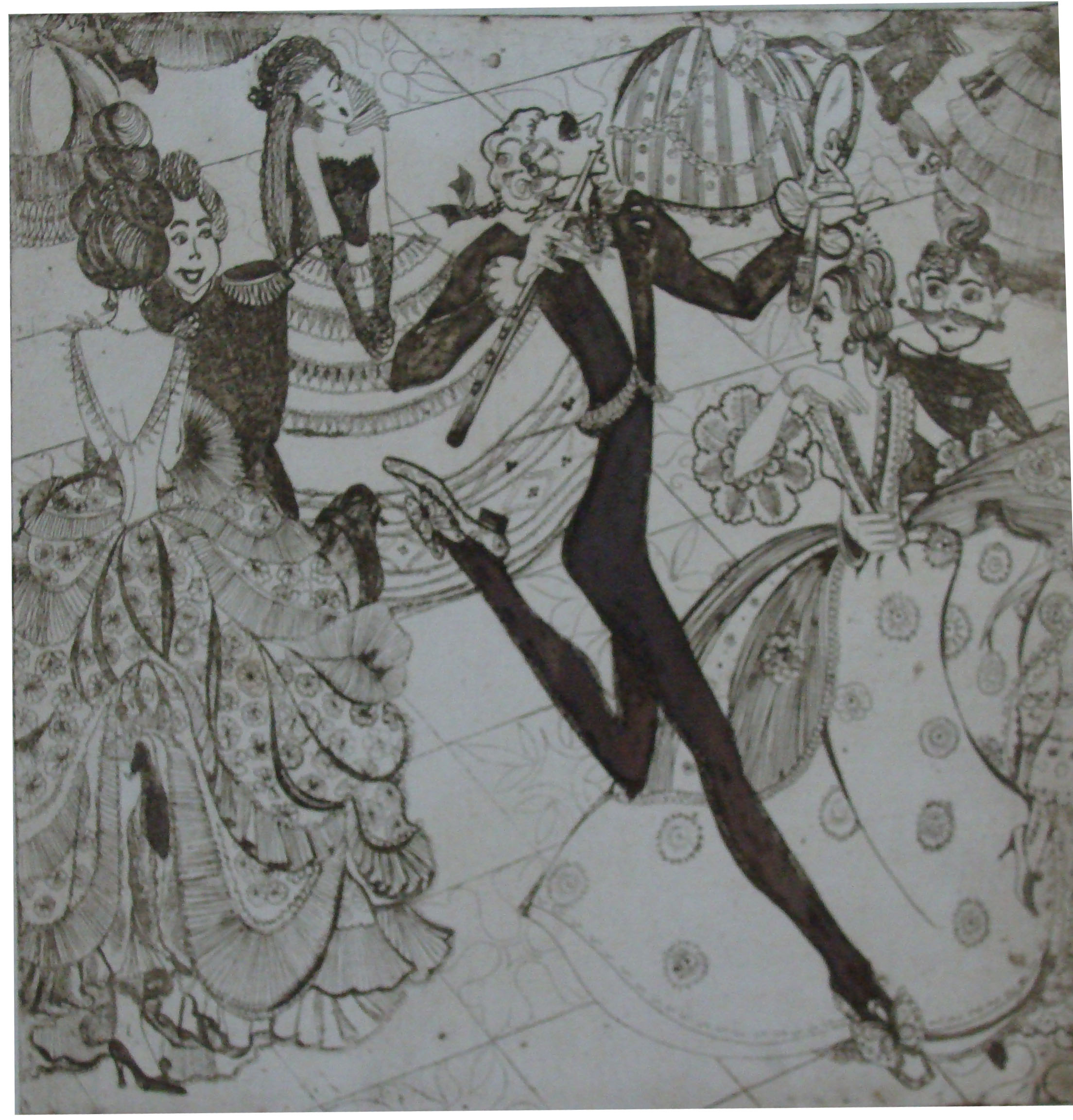
Tanzlehrer Razdvatris. (Illustration zu Juri Karlowitsch Olescha Märchen Drei Dicke Männer). Radierung, 20 × 20 cm, 1977 (im Bestand des Literaturmuseums Odessa)

Ihre grafischen Arbeiten zeichnen sich durch eine feine Linienführung, komplexe Schwarz-Weiß-Abstufungen und eine samtige Textur aus. Die Werke sind poetisch aufgeladen und zeichnen sich durch klar formulierte plastische Ideen aus. Sie beherrschte alle grafischen Techniken gleichermaßen: Radierung, Federzeichnung, Silberstift, Bleistift, Sepia, Rötel, Pastell, Gouache und Aquarell.
Worochta beschränkte sich nicht auf ein Genre – das zeigen ihre Gemälde, Makramee-Paneele, Künstlerpuppen, Batiken und dekorativen Malereien.

## Privates
Alla Worochta war verheiratet mit Mickola Worochta, einem Verdienten Künstler der Ukraine.

## Ausstellungen
- 2010: Verweile doch!, O. M. Bilyi Kunstmuseum, Tschornomorsk
- 2012: Grafik-Biennale, Plzeň, Tschechien[12]
- 2012: Träume und Erinnerungen, Mukatschewo – Odessa[13][14][15]
- 2013: Urbi & Orbi, Odessa[16]
- 2016: E pluribus unum, Potocki-Palais, Lwiw[17]
- 2016: Ein Augenblick so lang wie ein Leben, Odessa[18]
- 2019: Linea aspera et tenera, Odessa[19][20]
- 2019: XII. Florenzer Biennale, Florenz[21]
- 2021–2022: Lebenslinie, Odessa[22][23]